# Colletotrichum sublineola
Colletotrichum sublineola är en svampart som beskrevs av Henn. ex Sacc. & Trotter 1913. Colletotrichum sublineola ingår i släktet Colletotrichum och familjen Glomerellaceae.   Inga underarter finns listade i Catalogue of Life.